# Аркадій Аріс
Арка́дій Іва́нович А́ріс (за паспортом Золотов; 29 січня 1901, с. Сінер, Казанська губернія — 1 червня 1942, станція Іланська, Красноярський край, РСФСР, ГУЛАГ) — чуваський прозаїк, критик , перекладач.
Кузен чуваського фольколориста Миколи Юта.
Від 1934 року член спілки письменників СССР.

## Життєпис
Закінчив Аліковську двокласну школу, у 1915 вступив до Симбірської чуваської школи. Там прочитав твори поета Костянтина Іванова, Тайри Тімккі, Миколи Васильєва (Шупуссіні) та вирішив присвятити себе чуваській літературі.
1919 року був обраний керівником чуваської секції відділу освіти Симбірського губвиконкому. У квітні того ж року разом із братами Арсенієм та Миколаєм вступив до 7-го Симбірського стрілецького полку й у його складі до 1920 брав участь у російській громадянській війні на боці більшовиків, під час війни сам став більшовиком, вступивши до їхньої партії.
1922 — закінчив педагогічний інститут.
1922 — переїхав до Чебоксар.
1928—1931 — редактор газети «Хипар» («Канаш») і журналу «Сунтал», у той же час керував справами в журналі «Капкан» і брав активну участь у створенні та розширені мережі радіомовлення в Чувашії. Брав участь у виданні альманаху «Трактор» (у майбутньому журнал «Таван Атал»).
1934 — чуваські письменники делегують його на Перший всесоюзний з'їзд письменників, де він виступив зі статтею про розвиток чуваської літератури.

Арештований 23 жовтня 1937.
14 листопада 1942 помер.

## Літературна робота
Перш за все відомий як автор статей про теоретичні питання чуваської радянської літератури.
1926 — «Куди йдемо?» («Ăçталла каятпăр?»), 1929 — «На шляху перевірки сил чуваської літератури» («Чăваш литературин пултарăхĕн тĕрĕслев çулĕ çинче»), 1933 — «Нагальні питання художньої літератури» («Илемлĕ литературăн паянхи ыйтăвĕсем»), 1935 — «За гостроту і культуру мови» («Чĕлхе çивĕчлĕхĕшĕн, чĕлхе культуришен») тощо.
Переклав чуваською «Мої університети» Максима Горького, та «Чапаєв» Д. Фурманова.

## Вшанування
- Меморіальна дошка на історичній будові школи кінця 19 ст, в. Аліково, Чуваська республіка[7]